# BeBe Winans
 BeBe Winans (Detroit, 1962. szeptember 17. –) gospel- és R&B énekes, rádiós műsorvezető. Benjamin „BeBe” Winans családjának legtöbb tagja szintén gospel-énekes. Kilenc albumot adott ki, hetet a nővérével, CeCe-vel (BeBe & CeCe Winans), egyet pedig három testvérével.

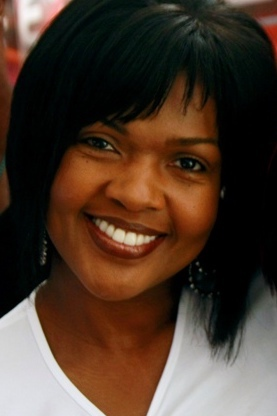
CeCe Winans

## Pályafutása
BeBe sokáig a hátterben dolgozott, majd a 80-as évek közepétől duót alakított nővérével, CeCe Winansszal. Első közös slágerük az 1987-ben jelent meg a BeBe & CeCe Winans albumon. Ezt követően négyszer jelölték Grammy-díjra. CeCe pedig 1988-ban elnyerte a legjobb gospelénekesnek járó Grammy-díjat. A következő évben maga BeBe is megkapta első Grammy-díját legjobb gospel énekesként az „Abundant Life” című dalért, majd egy évvel később a „Meantime”-ért a „Heaven” című második albumukról. Az album aranylemez lett és a 95. helyet érte el a Hot 200 albumlistákon. Közös munkájuk csúcspontja az 1991-es „Different Lifestyles” album volt, mely platinalmez lett és Grammy-díjat kapott, valamint az R&B toplisták 1. helyére került; akárcsak a két kislemez, az Addictive Love és az I'll Take You There.
Újabb két album után elváltak útjaik. CeCe szólóénekes lett, Benjamin pedig többek között feltűnt a The Bodyguard filmzenében, amiért megkapta az év produceri csapatának járó Grammy-díjat.
Első szólóalbuma 1997-ben jelent meg. Ebbe beletartozott az „I Wanna Be the Only One” kislemez is egy angol R&B női trióval. A dal az 1. helyezést érte el az Egyesült Királyságban. BeBe Winans rendszeresen adott ki további szólóalbumokat, amelyek többször is felkerültek a pop és R&B albumlistákra. 2004 óta saját rádióműsora is van az USA-ban, a BeBe Winans Radio Show (gospel- és soulzene).
2014-ben „3 Winans Brothers” cammmel felvette az „Foreign Land” című albumot testvéreivel, Marvinnal és Carvinnal. Winans több Broadway musicalben is színpadra állt.

## Szóló albumok
- 1997: BeBe Winans
- 2000: Love & Freedom
- 2002: Live and Up Close
- 2004: My Christmas Prayer
- 2005: Dream
- 2007: Cherch
- 2012: America, America
- 2019: Need You

## BeBe & CeCe Winans
- 1984: Lord Lift Us Up
- 1987: BeBe & CeCe Winans
- 1988: Heaven
- 1991: Different Lifestyles
- 1993: First Christmas
- 1994: Relationships
- 1996: Greatest Hits
- 2006: The Best of BeBe and CeCe
- 2009: Still

## Filmek
BeBe Winans szerepel a „King Solomon Lives, A Nubian Love Story” című filmben, Salamon király szerepében. Egy  mellékszerepben is feltűnt a 2004-es „The Manchurian Candidate” című filmben is.

## Díjak
- Grammy-díjak: 1988, 1991 (2), 1992 (Több mint testőr)